# Duzhuang
Duzhuang (kinesiska: 杜庄乡, 杜庄) är en socken i Kina. Den ligger i provinsen Hebei, i den norra delen av landet, omkring 270 kilometer öster om huvudstaden Peking.
Genomsnittlig årsnederbörd är 870 millimeter. Den regnigaste månaden är augusti, med i genomsnitt 225 mm nederbörd, och den torraste är januari, med 4 mm nederbörd.